# Cosmarium nitidulum
Cosmarium nitidulum là một loài Song tinh tảo trong họ Desmidiaceae, thuộc chi Cosmarium.